# Quercus conspersa
Quercus conspersa — вид рослин з родини букових (Fagaceae). Характеристиками виду є довго загострені верхівки листків, товсті листові пластинки, малі плоди.

## Опис
Це мале чи велике дерево. Листки завдовжки (6)10–15(20) см, завширшки (2)3–5(10) см. Тичинкові сережки завдовжки 6–8 см; маточкові сережки завдовжки 5–20 мм, 2–6-квіткові. Плоди дворічні, поодинокі чи парні, на ніжках завдовжки 3–10 мм; чашечки ушир 15–18(22) мм, заввишки 7–10(13) мм; горіхи завдовжки ≈ 16(20) мм, заввишки 13(20) мм.

## Середовище проживання
Поширений в Америці на півдні Мексики, у Гватемалі й Гондурасі; на висотах від 900 до 2800 м.